# Lay Your Weapons Down
"Lay Your Weapons Down" is een nummer van de Nederlandse zangeres Ilse DeLange. Het nummer verscheen op haar album Ilse DeLange uit 2018. Op 20 juli van dat jaar werd het nummer uitgebracht als de tweede single van het album.

## Achtergrond
"Lay Your Weapons Down" is geschreven en geproduceerd door DeLange en Tofer Brown. Het nummer gaat over een relatie waarin in de loop der tijd steeds meer miscommunicatie is ontstaan, en de zangeres wil voorkomen dat de twee uit elkaar gaan.
"Lay Your Weapons Down" wist in Nederland de Top 40 en de Single Top 100 niet te bereiken; het bleef steken op de vijfde plaats in de Tipparade. Ook in Vlaanderen kwam het niet in de Ultratop 50 terecht en kwam het slechts tot plaats 47 in de "Bubbling Under"-lijst. Desondanks werd het vaak op de radio gedraaid en kwam het in 2019 binnen in de Radio 2 Top 2000.
In 2019 werd "Lay Your Weapons Down" gecoverd door Laura Tesoro in het Vlaamse televisieprogramma Liefde voor muziek in de aflevering die in het teken stond van DeLange. Zij zong het onder de titel "Weapons Down". De originele versie van het nummer verscheen in 2020 ook als bonustrack op DeLange's album Changes.

## NPO Radio 2 Top 2000
Lay Your Weapons Down stond alleen in 2019 in de NPO Radio 2 Top 2000, op plek 1979.